# D12 (groupe)
Pour les articles homonymes, voir D12.
D12, acronyme pour The Dirty Dozen (Les douze salopards), est un groupe de hip-hop américain, originaire de Détroit, dans le Michigan, formé en 1996. Le groupe est fondé par Eminem, Proof, Bizarre, Kuniva, Kon Artis et Bugz représentés par leurs alter ego, d'où le nom des « douze salopards ». 
Ils acquièrent une notoriété importante grâce au succès international d'Eminem. Profitant de ce succès, ils ont réussi à classer leurs albums en tête des ventes dans de nombreux pays, notamment les États-Unis et le Royaume-Uni. Leurs deux albums studios, Devil's Night et D12 World sont publiés respectivement en 2001 et 2004, portés par des singles comme Fight Music, Purple Pills, Shit on You, My Band ou encore How Come. Depuis 2006 et la mort de Proof, le groupe est resté presque inactif à cause notamment des problèmes de drogue d'Eminem ayant entraîné son retrait de la scène musicale pendant plus de trois ans et du départ de Kon Artis et Bizarre en 2012. Le groupe s'est cependant reformé à plusieurs reprises dès 2014.

## Histoire

### Création et mort de Bugz (1996–2001)

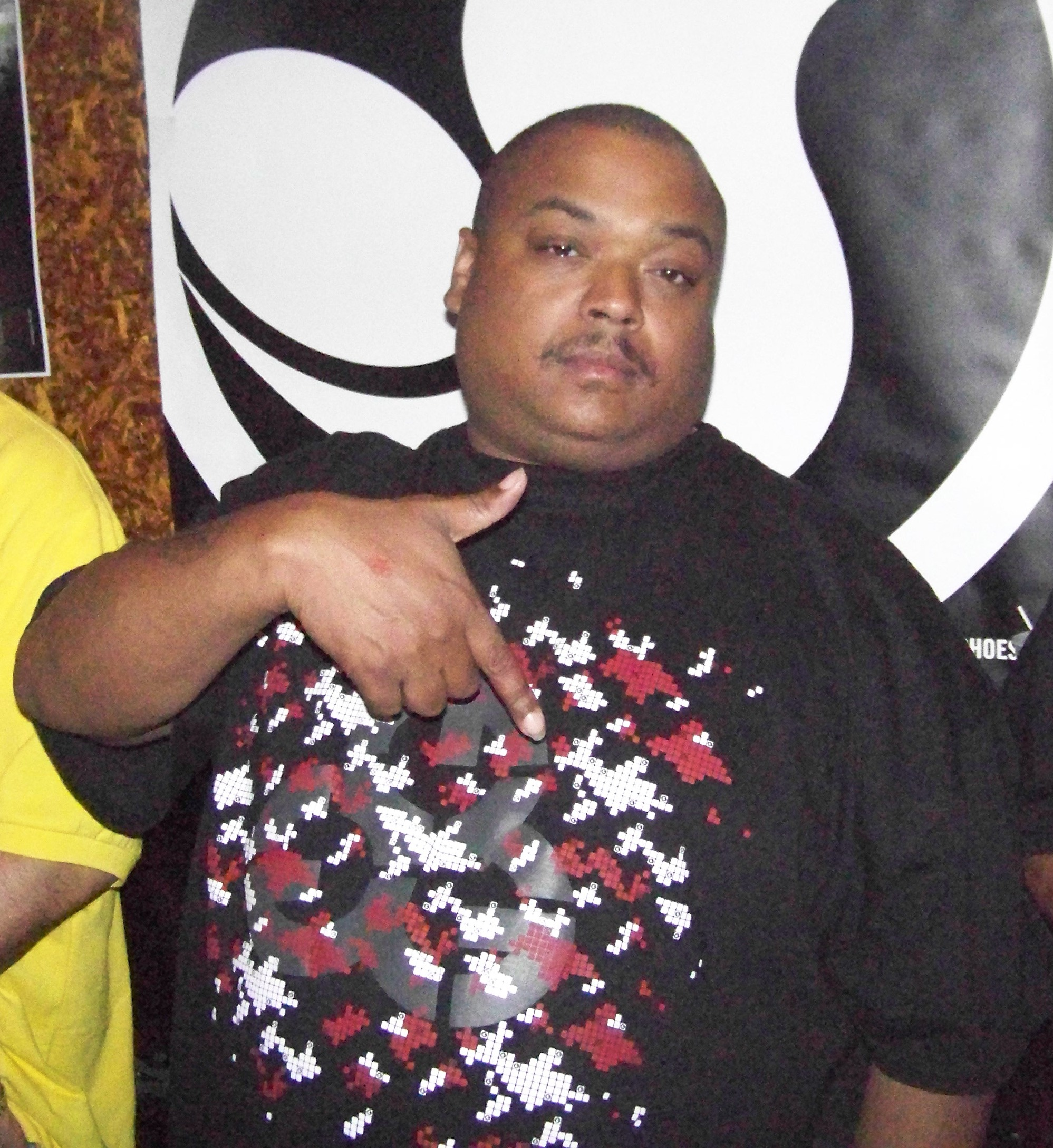
Bizarre est un des fondateurs de D12.

D12 signifie the « dirty dozen » en référence au célèbre film Les Douze Salopards. Il est fondé à Détroit, au milieu des années 1990, par Proof, qui animait des battles très populaires. Avec l'aide d'Eminem, il rassemble six rappeurs et forme un groupe possédant chacun un alter-ego afin de former les douze membres. À la base l'un représente le rappeur et l'autre un double maléfique permettant aux différends lyricistes de se lancer dans de fantasques histoires aussi glauques qu'humoristiques. Ainsi les six membres du groupe deviennent douze : Proof alias « Dirty Harry », Bizarre alias « Peter S », Kuniva alias « Hang G », Kon Artis alias « Mr. Porter », Bugz alias « Robert Beck » et Eminem alias le célèbre « Slim Shady » forment la totalité du D12. Cependant, cela n'empêcha pas le groupe de compter plus de membres, comme le rappeur Eye-Kyu, qui participa activement au premier projet du groupe, The Underground EP, et à celui d'Eminem, Infinite, et qui aura aussi un alter-ego, « Quick Drawl Magual », ou Fuzz Scoota, qui quittera le groupe en raison de différends avec Bizarre mais qui le réintégrera au cours des années 2010. D'autres membres moins importants intégrèrent modestement le groupe, mais sans participer à un quelconque projet. Parmi eux, citons D.Ratt, B-Flat ou encore Killa Hawk. Notons aussi l'importance de DJ Head, producteur du groupe et proche collaborateur jusqu'en 2004. 
Eminem, avec son personnage excentrique de Slim Shady, sera repéré par le fameux producteur Dr. Dre écoutant une de ses mixtapes. Il quittera donc le groupe en 1998 pour se propulser en solo et sera remplacé par un ami d'enfance de Bugz, le rappeur Swift, qui nommera son alter ego « Swifty McVay », pseudo qui deviendra plus tard son seul nom de scène. D12 enregistre de nouveaux morceaux pour l'EP The Underground EP. La mort de Bugz, assassiné à la suite d'une dispute dans un parc, pousse Eminem à réintégrer le groupe. Grâce au succès de son album The Slim Shady LP, il signe le groupe sur son label, Shady Records, afin de produire leur premier album. Par la suite, D12 participe à deux titres de The Marshall Mathers LP avant d'accompagner Eminem en tournée avec Dr. Dre et Snoop Dogg.

### Succès planétaire (2000–2006)
La sortie du single, Shit on You, précède celle de leur premier album, Devil's Night. Entre 2001 et 2005, D12 est très actif. Le groupe participe à des bandes originales de films comme Bad Company, The Wash, Bones, Gang de requins, The Longuest Yard, et 8 Mile), organise de nombreuses tournées et collabore étroitement avec Eminem (tournées Anger Management, albums The Eminem Show et  Encore). À ceci s'ajoute le succès de leurs deux albums, Devil's Night et D12 World, qui se sont chacun écoulés à plus de 4 millions d'exemplaires à travers le monde.
À partir de 2004, les membres de D12 se lancent tour à tour dans des projets solos : Bizarre sort son album Hannicap Circus, Proof enchaîne avec la mixtape Grown Man Shit puis le LP Searching for Jerry Garcia. Quant à Kon Artis, il continue à produire pour divers artistes comme The Game, Black Rob, Trick Trick et Lil'Kim. Si aucun de ces projets ne connaît le succès commercial des albums d'Eminem, il permet aux membres de D12 de gagner en crédibilité dans l'industrie du disque.

### Mort de Proof et ses conséquences (2006-2012)

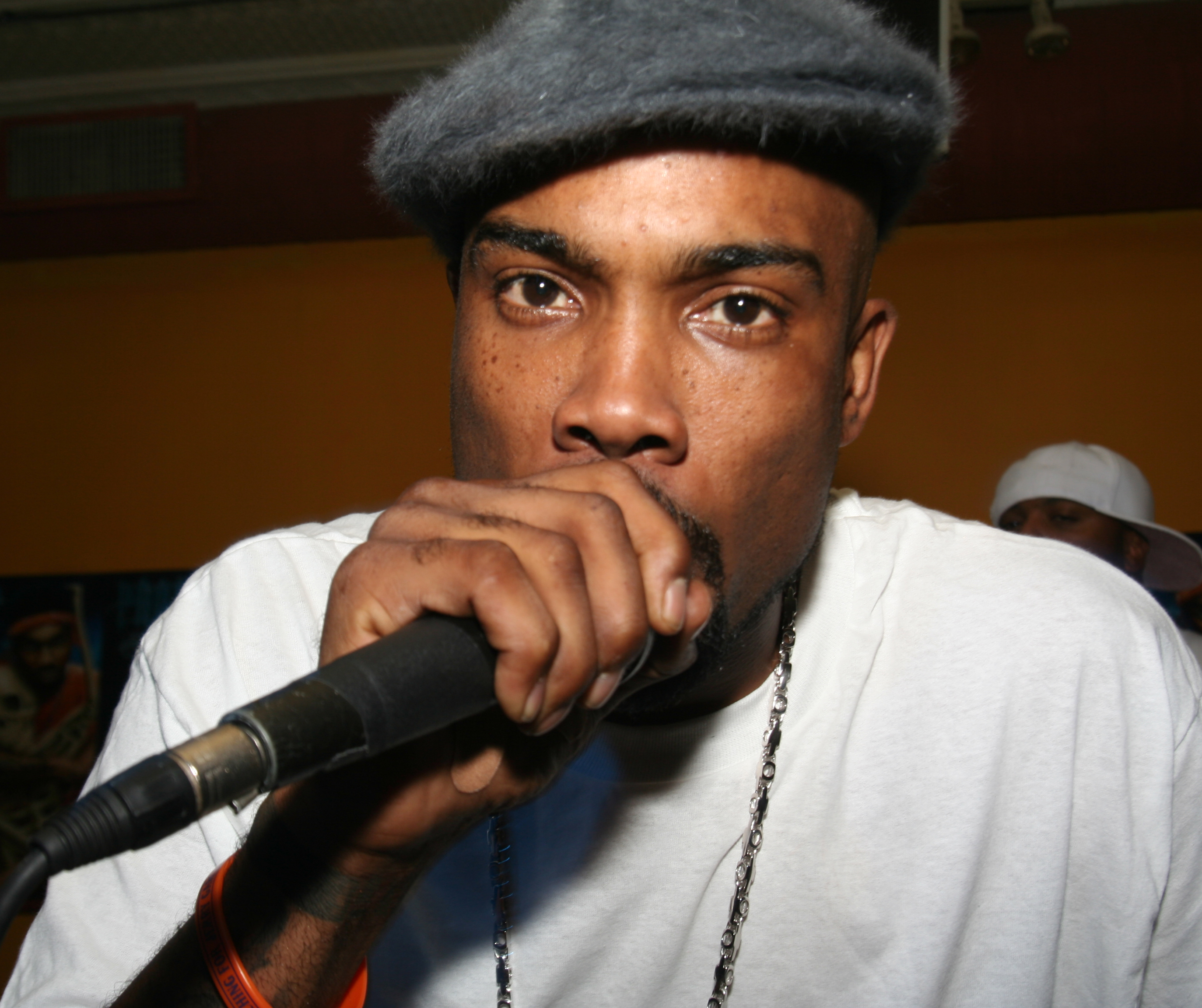
La mort de Proof est à l'origine de la quasi-inactivité du groupe depuis 2006.

Le groupe connaît ensuite un coup dur avec la mort de Proof en avril 2006, tué à la suite d'une dispute dans un club de Détroit. Durant deux ans, D12 est quasiment inactif, effectuant seulement quelques apparitions sur la compilation Eminem presents The Re-Up. Eminem cessera d'ailleurs d'être un membre régulier du groupe, ne collaborant que très peu par la suite. Le groupe reprend ses activités en 2008 avec une mixtape intitulée Return of the Dozen, puis une tournée mondiale aux côtés de Joe Budden et Royce da 5'9".
En 2010, D12 enregistre le titre Hit Me With Your Best Shot pour l'album Recovery d'Eminem. Le titre ne figure pas sur la version finale de l'album mais circule toutefois sur Internet. Le groupe rejoint ensuite Eminem pour différents concerts à Détroit, New York, à La Nouvelle-Orléans et en Europe. D12 réalise ensuite la mixtape Return of the Dozen Vol. 2, marquée par le retour officiel de Fuzz Scoota dans le groupe et la participation - modeste - d'Eminem, qui cessera  ensuite ses activités avec le groupe, bien qu'il introduira - seul - la mixtape The Devil's Night en 2015. Lors d'une interview avec le magazine HipHopDX publiée le 28 février 2012, Bizarre déclare quitter le groupe à cause de différends d'ordre créatif. Le 24 mars 2012, Kon Artis annonce son départ du groupe via Twitter, préférant se concentrer sur sa carrière solo. Il ajoute néanmoins qu'il n'y a pas d'animosité avec les autres membres du groupe. 

### Le retour raté (2014-2015)
En janvier 2014, Mark Bass des Bass Brothers confirme que D12 a récemment enregistré au studio F.B.T. et qu'il en a assuré le mixage. Il ajoute qu'Eminem apparaît sur au moins 3 titres enregistrés, bien qu'il n'apparaîtra finalement que dans l'introduction de la mixtape lors de sa sortie en 2015, court morceau où il rappera seul, sans un membre du groupe. En février 2014, Bizarre confirme son retour alors qu'un album studio est prévu pour 2014.
En août 2014, un communiqué de presse publié sur le site officiel d'Eminem annonce que D12 sera présent sur la compilation Shady XV, un double album comprenant un disque de titres inédits des artistes du label (Eminem, Slaughterhouse, Yelawolf, Bad Meets Evil, etc.) et un CD « best of » réunissant les plus grands hits du label tels que In da Club de 50 Cent ou encore Lose Yourself d'Eminem. Le titre inédit de D12 s'intitule Bane, qui voit alors le retour de Kon Artis, qui produit également le titre. Eminem et Fuzz Scoota ne sont cependant pas présents sur le morceau.
En août 2015, D12 confirme que plusieurs titres ont été enregistrés et qu'ils les sortiront un jour. En octobre 2015, il est annoncé que le groupe va sortir une nouvelle mixtape, The Devil's Night. Elle sort donc le 30 octobre 2015 avec Lazarus, Bizarre, Swifty McVay, Kuniva et ambiancée par DJ Whoo Kid,.
En 2017, les membres D12 semblent se focaliser sur leur carrière solo. Swifty McVay sort son premier album studio, Grey Blood, en février 2017. Bizarre publie quant à lui la mixtape Tweek Sity 2 et collabore notamment avec Riff Raff et King Gordy,.

### Séparation (2018)
En 2018, dans la chanson « Stepping Stone » d’Eminem provenant de l’album Kamikaze, celui-ci annonce que le groupe n’existe plus mais qu’ils sont toujours amis (« It's not goodbye to our friendship, but D12 is over »).

## Membres
- Eminem (1996-1998, 1999-2012)
- Kuniva (1996-2018)
- Bizarre (1996-2012, 2014-2018)
- Swifty McVay (1998-2018)
- Kon Artis  (1996-2012, 2014-2018)
- Bugz (1996-1999) (décédé)
- Proof (1996-2006) (décédé)
- Fuzz Scoota (1996-1998, 2011-2015)
- Eye-Kyu (1996-1998)

## Discographie

### Mixtapes
- 2003 : D12 Online Limited Edition Mixtape
- 2008 : Return of the Dozen
- 2011 : Return of the Dozen Vol. 2
- 2015 : Devil's Night

### Singles
- 2000 : Shit on You
- 2001 : Purple Pills
- 2001 : Fight Music
- 2001 : 911 (avec Gorillaz et Terry Hall)
- 2004 : My Band
- 2004 : How Come
- 2004 : 40 Oz
- 2004 : Git Up

### Apparitions (non exhaustif)
| Année | Titre                      | Membres de D12 participant au morceau                                 | Album                                 |
| ----- | -------------------------- | --------------------------------------------------------------------- | ------------------------------------- |
| 1998  | What What                  | Bizarre, Kuniva, The Kon Artis                                        | Attack Of The Weirdos EP, Bizarre     |
| 1998  | Trife Thieves              | Bizarre, Fuzz Scoota, Eminem                                          | Attack Of The Weirdos EP, Bizarre     |
| 1998  | No One's Iller             | Eminem, Bizarre, Swifty, Fuzz Scoota                                  | The Slim Shady EP, Eminem             |
| 2000  | Get Back                   | Proof, Bizarre, Eminem                                                | The Piecemaker, Tony Touch            |
| 2000  | Under the Influence        | Kuniva, Swifty, Bizarre, Eminem, Proof, The Kon Artis                 | The Marshall Mathers LP, Eminem       |
| 2002  | When The Music Stops       | Eminem, Kon Artis, Proof, Kuniva, Swifty, Bizarre                     | The Eminem Show, Eminem               |
| 2002  | She Devil                  | Kuniva, Swifty, Bizarre, Kon Artis, Proof avec Tech9ne                | Absolute Power, Tech9ne               |
| 2002  | Rap Game                   | Kuniva, Swifty, Bizarre, Eminem, Kon Artis, Proof avec 50 Cent        | 8 Mile Original Soundtrack            |
| 2002  | 911                        | Kuniva, Bizarre, Proof, Kon Artis, Swifty avec Gorillaz et Terry Hall | Bande originale de Bad Company        |
| 2003  | Do Ray Me                  | Kuniva, Kon Artis, Proof, Eminem, Swifty avec Obie Trice              | Conspiracy, DJ Green Lantern          |
| 2003  | Outro                      | Kuniva, Bizarre, Proof, Eminem, Swifty avec Obie Trice                | Cheers, Obie Trice                    |
| 2004  | At The Barbershop          | Kuniva, Swifty, Bizarre, Kon Artis, Proof                             | Bande originale de Barbershop 2       |
| 2004  | Census Bureau              | Kuniva, Swift, Bizarre, Kon Artis, Proof                              | Streetsweeper Volume 2, DJ Kay Slay   |
| 2004  | Lies and Rumors            | Kuniva, Swift, Bizarre, Kon Artis, Proof                              | Bande originale de Gang de requins    |
| 2004  | One Shot Two Shot          | Kuniva, Swift, Bizarre, Kon Artis, Eminem                             | Encore, Eminem                        |
| 2005  | My Ballz                   | Swifty, Bizarre, Kuniva, Proof, Eminem, Kon Artis                     | Bande originale de Mi-temps au mitard |
| 2005  | Nuthin' At All             | Kuniva, Swifty, Bizarre, Kon Artis, Proof                             | Hannicap Circus, Bizarre              |
| 2005  | Pimplikness                | Kuniva, Swifty, Proof, Eminem, Bizarre                                | Searching for Jerry Garcia, Proof     |
| 2005  | This Is Crime              | Kuniva, Swifty, Bizarre, Kon Artis, Proof                             | Bande originale de Crime Life         |
| 2005  | Off To Tijuana             | Kuniva, Swifty, Eminem avec Hush                                      | Bulletproof, Hush                     |
| 2006  | Forgive Me (Remix)         | Kuniva, Swifty, Bizarre, Proof avec 50 Cent                           | Hand To Hand, Iron Fist Records       |
| 2006  | Murder                     | Kuniva, Bizarre, Eminem                                               | Eminem Presents: The Re-Up            |
| 2006  | Still Psycho               | Kuniva, Bizarre, Swifty avec B-Real (Cypress Hill)                    | Trouble Soon, Salam Wreck             |
| 2009  | Hater In The Club          | Kuniva, Bizarre, Swifty avec Freeway, Cashis, Rocett & Carlito Rocci  | This Is Not A Movie, Carlito Rocci    |
| 2010  | I Ain't Crazy              | Kuniva, Bizarre, Swifty avec King Gordy & Potluck                     | Greatest Hits, Potluck                |
| 2011  | Psycho Freestyley          | Kuniva, Bizarre, Swifty                                               | www.d12world.com                      |
| 2011  | Hit Me With Your Best Shot | Kuniva, Bizarre, Swifty, Eminem                                       |                                       |
| 2011  | DUI                        | Kuniva, Bizarre, Swifty                                               | Operation Shady, DJ Young Mase        |
| 2011  | Beat Goes On               | Kuniva, Bizarre, Swifty avec DK & Slaughterhouse                      |                                       |
| 2012  | I Told You So              |                                                                       | single avec Nichol9                   |
| 2014  | Lay The Law Down           |                                                                       | -                                     |
| 2014  | Bane                       | Kuniva, Bizarre, Swifty avec Mr Porter                                | Shady XV                              |
| 2016  | Worlds Collide             |                                                                       | My Filthy Spirit Bomb de G-Mo Skee    |
| 2017  | Pimps & Hoes               | Swifty McVay feat. Kuniva, Bizarre & Kon Artis                        | Grey Blood, Swifty McVay              |

## DVD live
- 2005 : Anger Management II (Eminem)
- 2007 : D12 : Live In Chicago (D12)
- 2008 : Anger Management III (Eminem)